# Тапан (Њујорк)
Тапан (енгл. Tappan) насељено је место без административног статуса у америчкој савезној држави Њујорк.

## Демографија
По попису из 2010. године број становника је 6.613, што је 144 (-2,1%) становника мање него 2000. године.
| Група             | 2000.         | 2010.         |
| Белци             | 5.218 (77,2%) | 4.859 (73,5%) |
| Афроамериканци    | 86 (1,3%)     | 99 (1,5%)     |
| Азијати           | 913 (13,5%)   | 948 (14,3%)   |
| Хиспаноамериканци | 430 (6,4%)    | 615 (9,3%)    |
| Укупно            | 6.757         | 6.613         |